# 拉姆希爾
拉姆希爾是伊朗的城市，位於該國西南部伊斯法罕西南280公里，由庫爾德斯坦省負責管轄，距離首府阿瓦士約80公里，海拔高度17米，2006年人口24,782。